# Hôtel Le Lion d'Or
L’hôtel Spa Le Lion d'Or est un hôtel situé en France sur la commune de Pont-l'Évêque dans le département du Calvados en région Normandie.
Il se situe au centre d'un triangle formé par les villes de Honfleur, Deauville et Caen. Ancien relais de poste du XVIIe siècle, l'établissement exerce une activité hôtelière depuis 1880. Depuis 2005, les propriétaires de l'hôtel, Éric et Séverine Huet, souhaitent conserver l'histoire de l'hôtel en le restaurant façon « relais de poste ».
L'hôtel est classé trois étoiles depuis l'arrêté préfectoral du 19 mai 2011.

## Historique de l'établissement
Ancien relais de poste du XVIIe siècle, le Lion d'Or exerce une activité hôtelière depuis 1880 et à ce titre, l'établissement représente une des plus anciennes et renommées hostellerie de la ville. Il est dénombré environ 10 exploitants différents depuis le début de l'activité. Cette dernière a toujours été fondée autour de l'hôtellerie–restauration, spécialisée dans les banquets, réceptions et séminaires. Un récit de voyage indique d'ailleurs qu'en 1933, Le Lion d'Or est alors une auberge. L'établissement a alors progressivement développé une certaine notoriété, le restaurant gastronomique classé trois étoiles étant réputé et considéré comme une table prestigieuse et l'hôtel étant classé en catégorie deux étoiles.
En novembre 1999, l'exploitant élabore un nouveau concept : « Le Cabaret du Lion d'Or ». Depuis cette date, les divers propriétaires ont développé cette activité cabaret, spectacles, thé dansant. Mais au fur et à mesure du temps et des changements trop fréquents de responsables, l'établissement et ses prestations ont vu leurs qualités défaillir, le restaurant n'était plus classé trois étoiles et l'hôtel fut déclassé en 2003 par décision préfectorale. L'établissement fut radié des différents guides, brochures et partenaires touristiques tels que l'office de tourisme de Pont-l’Évêque.
Après deux ans de rénovation, l'hôtel connaît une nouvelle inauguration le 28 octobre 2005 avec de nouveaux propriétaires, Éric et Séverine Huet, l'ayant restauré à la façon d'un « relais de poste » avec pans de bois et colombages, un bar au rez-de-chaussée et une grande salle pouvant accueillir des convives.
En 2006, neuf mois après l'inauguration de l'hôtel, l'établissement a conçu un nouveau logotype à l'effigie de la Normandie  : blason normand et armoiries de Pont-l'Evêque. Une image symbolique pour représenter cet établissement. À cette même période, l'hôtel a créé son site internet.
En 2010, l'hôtel a créé son propre spa avec sa propre marque Ô SPA qui est désormais reconnu par le label spa de France. Cette même année, l'hôtel s'implique dans le développement du e-commerce afin de développer son activité sur internet, ce qui lui vaut de remporter en février 2013 le trophée du tourisme  et d'être cité en exemple dans l'émission Envoyé spécial.
Depuis 2011, l'hôtel spa Le Lion d'Or est classé 3 étoiles et fait partie des Logis de France et il est classé 3 cheminées. L'hôtel possède également la labellisation « Normandie Qualité Tourisme » et « Calvados Accueil ».

## Situation géographique
L'hôtel Le Lion d'Or est situé à la sortie de la ville de Pont-l'Évêque, au carrefour des 4 routes générant un passage permanent, au cœur du triangle d'or formé par les villes d'Honfleur, Deauville et Caen (chef-lieu du département du Calvados).
À ce titre, l'hôtel se trouve à proximité de villes de renommée mondiale comme Deauville, Trouville, Honfleur et Lisieux et à proximité de trois bassins de vie importants que sont Caen, Rouen, le Havre et la présence de la région parisienne à moins de deux heures. Ces zones sont joignables par l'autoroute A13 passant non loin de l’hôtel.
La ville de Pont-l'Evêque, qui compte 4 198 habitants, est liée aux produits locaux cidricoles avec les différentes distilleries du Calvados ainsi que les fromageries avec le célèbre fromage de Pont-l'évêque, évoqué dès 1260 par Guillaume de Lorris dans « Le Roman de la Rose ». L'hôtel est par ailleurs également connu grâce à ce Pont-l'évêque. Entre le XVIIe et XVIIIe siècles, il a vu son nom évolué en augelot, en raison du Pays d'Auges. Pont-l'Évêque bénéficie du renom du fromage qui détient depuis 1976 le label Appellation d'origine contrôlée (AOC). Aujourd'hui, il est produit dans les cinq départements normands et en Mayenne. À Pont-l’Évêque, « l'atelier fromager », est chargé de la fabrication artisanale et de la vente du fromage.

## Description
L'hôtel possède 25 chambres ainsi que 3 suites « 1001 nuits », « Nuage et coton » et « Geisha ». 20 chambres sont des duplexs, les 5 autres sont des chambres simples. Les suites font l'objet de séjour à thème et possèdent leur propre partie Spa.